# 室伏次郎
室伏 次郎（むろふし じろう、1940年3月20日 - ）は、日本の建築家。神奈川大学工学部建築学科名誉教授。東京生まれ。

## 略歴
- 1963年3月 早稲田大学理工学部建築学科卒業
- 1963年4月 株式会社坂倉準三建築研究所入所
- 1960年～1966年 神奈川県立鎌倉近代美術館新館 (神奈川県立近代美術館)
- 1966年～1970年 文部省の要請によりタイ王国に於て農業工業高等学校及びカレッジ25校の設計監理に従事
- 1984年10月 株式会社スタジオアルテック設立
- 1985年4月 神奈川大学工学部建築学科非常勤講師
- 1993年5月 「ダイキン オー・ド・シェル蓼科」にて日本建築学会賞作品部門受賞
- 1994年4月 神奈川大学工学部建築学科教授
- 1996年4月 「大井町の家」にて日本建築学会作品選奨受賞
- 1997年12月 「成城の家II」にて第4回空間デザイン・コンペティション ガラスブロック作品例部門金賞受賞
- 1998年2月 「牛久保の家」にてJUKEN実施作品コンペ 高齢者のための空間金賞受賞
- 1998年 「山形邸」（STUDIO2A宮晶子と共同設計）にてJUKEN実施作品コンペ金賞受賞
- 2001年2月 「武蔵小山の家」にて第5回TEPCO快適住宅コンテスト佳作受賞
- 2001年7月 「横浜市立科学技術高等学校(仮称)建設工事」設計業務プロポーザルにて最優秀賞受賞
- 2002年3月 「横須賀市国際産学官交流センター」（仮称）優秀案
- 2002年10月 「山手町の家」にて平成14年度神奈川建築コンクール住宅部門優秀賞
- 2010年4月 神奈川大学工学部建築学科名誉教授

## 代表作品
- ダイキン・オード・シエル 蓼科
- 熊本県立天草工業高等学校実習棟・体育館
- 大井町の家

## 著書
- 空想の建築　1985/鹿島出版会刊
- 建築を語る　1986/学芸出版社刊
- 現代建築/空間と方法　1986/同朋舎出版刊
- 埋め込まれた建築　1986/住まいの図書館出版局
- いい<家>をつくりたい　1999/光芒舎刊著作